# خراسانلو (صائين قلعة)
خراسانلو (بالفارسية: خراسانلو) هي قرية تقع في إيران في قسم صائين قلعة الریفي. يقدر عدد سكانها بـ 396 نسمة بحسب إحصاء 2016.